# Dinochloa barbata
Dinochloa barbata är en gräsart som beskrevs av Soejatmi Dransfield. Dinochloa barbata ingår i släktet Dinochloa och familjen gräs.
Artens utbredningsområde är Sulawesi. Inga underarter finns listade i Catalogue of Life.